# Robert Selden Garnett
Pour les articles homonymes, voir Selden.
Robert Selden Garnett (16 décembre 1819 - 13 juillet 1861) est un officier de carrière, servant dans l'armée des États-Unis jusqu'à la guerre de Sécession, quand il devient un brigadier général de l'armée des États confédérés. Il est le premier officier général tué lors de la guerre de Sécession.

## Avant la guerre
Garnett, le fils de Robert Selden Grenat Sr et Charlotte Olympia De Gougea, naît dans la plantation familiale dans le comté d'Essex, en Virginie. Avec son cousin, Richard B. Garnett, Robert entre à l'académie militaire de West Point, New York, et est diplômé vingt-septième sur une promotion de 52 cadets. Sept camarades de la promotion, y compris son cousin, mourront au combat lors de la guerre de Sécession. Un autre des cousins célèbres de Garnett est membre du Congrès des États-Unis, Robert M. T. Hunter, qui devient un sénateur au Congrès confédéré et Secrétaire d'État de la Confédération.
À sa sortie de West Point, Garnett est affecté comme second lieutenant au 4e régiment d'artillerie en juillet 1841. Il passe une année sur la frontière du Nord lors des désordres frontaliers avec le Canada, servant à Buffalo et au fort Ontario à New York avant d'être affecté à un service de garnison à fort Monroe dans son État natal de la Virginie. En 1843, Garnett est devenu un assistant instructeur en tactiques à West Point avant de devenir recruteur de l'armée, puis un aide-de-camp du général John E. Wool. Garnett sert lors de la guerre américano-mexicaine, sous les ordres de Zachary Taylor et reçoit deux brevets pour services distingués, l'un à la bataille de Monterrey, et l'autre pour « bravoure et conduite méritoire » lors de la bataille de Buena Vista.
En 1848, Garnett est transféré au 7e d'infanterie et sert lors des guerres séminoles en Floride, avant de partir pour le Presidio de Monterey, en Californie. Après un bref passage à une commission de révision à Washington, il sert à la frontière du Texas, étant promu capitaine. Il retourne à West Point en tant que commandant des Cadets, avant d'être transféré à un service de garnison en Virginie. Étant nommé capitaine dans le 1er de cavalerie, il sert encore une fois sur la frontière. Garnett, voyageur incessant, est promu commandant au 9e d'infanterie et part vers l'ouest dans le territoire de Washington, où il sert en 1856 lors de la guerre Yakima et en 1858 dans la guerre du Puget Sound. Il conçoit et supervise la construction du Fort Simcoe. Il demande et obtient un congé prolongé plus tard cette année lorsque sa femme et son jeune fils meurent de maladie, et il retourne vers l'est afin de les enterrer. Toujours en deuil, il voyage en Europe lorsque les États confédérés d'Amérique sont formés.

## Guerre de Sécession
Lors de la Virginie fait sécession des États-Unis, Garnett démissionne de sa commission en avril 1861 et devient adjudant général, des troupes de la Virginie, servant sous les ordres de Robert E. Lee. En juin, il est nommé général de brigade de l'armée provisoire. Au début de la guerre de Sécession, les forces de l'Union traversent rapidement la rivière Ohio pour s'emparer d'une partie du nord-ouest de la Virginie (maintenant une partie de la Virginie-Occidentale), en remportant une victoire à la bataille de Philippi. Le 15 juin, Lee attribue à Garnett la réorganisation des forces de la Confédération dans la région. Il déploie ses forces à des points stratégiques le long de la route à péage de Staunton-Parkersburg, en espérant défendre la route essentielle d'approvisionnement des troupes fédérales. Une série de petites batailles surviennent, avec les confédérés obligés de se retirer sous la pression des forces de l'Union du major général George B. McClellan.
Après une défaite lors de la bataille de Rich Montain, Garnett se retire sur ses retranchements de Laurel Hill sous le couvert de l'obscurité, en espérant échapper vers le nord de la Virginie, avec ses 4 500 hommes. Toutefois, il reçoit ce qui plus tard s'est avéré être de faux renseignements selon lesquels sa voie de sortie vers Beverly est bloquée par les troupes de l'Union. Il marche vers le nord-est, suivant les crêtes et les vallées sur un plus long parcours. Poursuivi pendant plusieurs jours par plus de 20 000 fédéraux, Garnett s'arrête à plusieurs passages de cours d'eau pour ralentir ses adversaires. Tout en dirigeant son arrière-garde dans une action de retardement à Corrick's Ford, Garnett est abattu et tué au cours d'un tir de volée de l'Union. Un ami dans l'armée de l'Union récupère son corps après la fuite des hommes de Garnett. Un participant à la bataille raconte le rapatriement du corps du général Garnett alors qu'il est en train de mourir et exprime la conviction qu'il a été tué par erreur par ses propres hommes.

## Mémoire

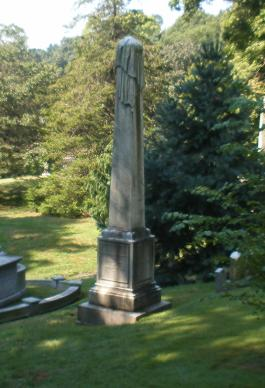
Tombe du général Garnett, sa femme et son fils, cimetière de Green-Wood.

En reconnaissance des services de Garnett pendant la guerre américano-mexicaine, une garde d'honneur fédérale convoie son corps sous un drapeau de trêve à ses proches, qui enterrent Garnett à Baltimore, dans le Maryland. Il est ensuite ré-inhumé à côté de sa femme dans le cimetière de Green-Wood à Brooklyn, New York, l'un des deux généraux Confédérés qui y sont enterrés. Son tombeau, qu'il avait érigé pour sa femme et son enfant, ne porte pas son nom. Une face mentionne sa femme, et une face son fils, et une face porte les mots « À ma femme et mon enfant ». La quatrième face est vide.
En Californie, le chapitre 2570 général Robert S. Garnett des filles de la Confédération est nommé en sa mémoire et en son honneur. Ils ont financé un monument pour Garnett, qui porte le sceau de l'État de Californie pour son bref service au Presidio de Monterey, en 1849. Un camp en Virginie-Occidentale des fils des vétérans confédérés nommé camp 1470 Robert Garnett, est baptisé en son honneur.